# Carl Cort
Carl Cort, född 1 november 1977 i Southwark, London, är en engelsk-guyansk före detta fotbollsspelare, bror till Leon Cort.
Cort började sin karriär i Wimbledon och 1996 blev han professionell i klubben. I sin första match i Premier League gjorde han mål i första minuten. Juli 2000 köptes han av Newcastle för 7 miljoner pund. De kommande åren kantades av skador och januari 2004 såldes han till Wolverhampton Wanderers för 2 miljoner pund. I Wolves var han skadad till och från men han hann göra 31 mål på 94 matcher.  
Den 8 juni 2007 skrev Carl på ett två årskontrakt med Leicester City.
Den 10 augusti 2012 meddelade Tampa Bay Rowdies att Cort skrivit på för dem.